# Регіональний центр радіоелектронної розвідки «Південь» (Україна)
Регіональний центр радіоелектронної розвідки «Південь» (РЦ РЕР «Південь», в/ч А3438) — формування в складі Сухопутних військ України.

## Історія

### СРСР
Історія військової частини розпочалася 1931 року, коли на підставі наказу командувача військ Українського військового округу у Миколаєві почалось формування 5-ї окремої радіороти. Пізніше на базі роти був сформований 469-й окремий радіодивізіон особливого призначення.
Друга світова війна застала дивізіон неподалік Кишинева. З боями розвідники вимушені були відступити до Луганська, а згодом — до Грозного.
У березні 1942 року особовий склад дивізіону одним з перших у Червоній армії впровадив досвід використання маневрових груп, які займались підслуховуванням переговорів противника з використанням дротового зв'язку.
За перший рік війни частини радіорозвідки зазнали значних втрат техніки, тому 1942 року однією з основних проблем було забезпечення розвідувальною апаратурою.
В цей час важливу роль відіграв винахід офіцерами дивізіону переговорно-командного пристрою для управління пеленгуванням. Він забезпечував передачу команд на пеленгування безпосередньо з приймального центру у мікрофонному режимі до кожного радиста-розвідника. На початку 1943 року розпочалось промислове виробництво таких пристроїв, а згодом вони стали обов'язковими елементами системи управління радіопеленгаторними пунктами.
У вересні 1942 року за наказом Генерального штабу Червоної армії 469-й окремий радіодивізіон особливого призначення здійснив тисячокілометровий марш до міста Сталінград, де разом з іншими військами вистояв в одній з головних битв Другої світової війни.
Прибувши до Сталінграда, розвідники дивізіону успішно викрили німецьке угруповання, яке діяло перед правим флангом Сталінградського фронту. Своєю чергою, маневровна група дивізіону, яка діяла в інтересах 62-ї армії, здійснювала ефективну розвідку штурмових груп фашистів безпосередньо на вулицях Сталінграду.
Від Сталінграда дивізіон пройшов бойовий шлях до Відня, беручи участь у визволенні від гітлерівців міст та селищ Північного Кавказу, Донбасу та Південної України, Молдови, Угорщини, Румунії, Болгарії, Югославії та Австрії.
26 лютого 1944 року за надання своєчасної та цінної інформації щодо стану і дій Нікопольського угруповання противника під час визволення від фашистських загарбників міста Кривий Ріг наказом Верховного Головнокомандувача № 042 469-му окремому радіодивізіону присвоєно почесне найменування «Криворізький».
28 квітня 1945 року за зразкове виконання завдань командування під час визволення міст на території Угорщини дивізіон нагороджений орденом Червоної Зірки. Однією з основних підстав для нагородження стало викриття розвідниками дивізіону підготовки фашистів до потужного контрудару по радянських військах з району озера Балатон.
9 травня 1945 року особовий склад дивізіону зустрів біля міста Відень.
Протягом Другої світової війни особовий склад дивізіону був нагороджений значною кількістю державних нагород, зокрема орденами: Леніна (2 офіцери), Червоного Прапора (7 офіцерів), Вітчизняної війни 1-го ступеня (1 офіцер), Вітчизняної війни 2-го ступеня (11 офіцерів), Червоної Зірки (73 офіцери, 10 сержантів), Слави 3-го ступеня (1 офіцер, 1 сержант).
Після війни на базі 469-го окремого радіодивізіону був створений окремий радіотехнічний полк особливого призначення, який пізніше був переформований у 93-тю окрему радіотехнічну бригаду особливого призначення.
З середини 1950-х років частина базується у селі Красносілка Одеської області.
1981 року за виконання особливо важливих завдань 93 ОРТБр ОсП нагороджена орденом Червоного Прапора.

### Україна
Після здобуття Україною незалежності 93 ОРТБр ОсП неодноразово переформовувалась.
2002 року на базі бригади був створений Регіональний центр радіоелектронної розвідки «Південь». Особовий склад центру також неодноразово заохочувався керівництвом ЗС України.
18 листопада 2015 року Указом Президента України № 646/2015 найменування військової частини змінено з Регіональний Криворізький орденів Червоного Прапора і Червоної Зірки центр радіоелектронної розвідки «Південь» на Регіональний центр радіоелектронної розвідки «Південь».
2 лютого 2022 року військовослужбовці частини виграли щорічний турнір з футзалу на першість оперативного командування «Південь».

## Структура

### 2013[4]
- - окремий центр РЕР (Одеська область)
  - окремий центр РЕР (Одеська область)
  - маневровий центр РЕР (Одеська область)
  - окремий центр РЕР (АР Крим)
  - окремий центр розвідки випромінювань радіокосмічних об'єктів (Одеська область)